# Wiyot (gud)
För andra betydelser, se wiyot.
Wiyot är en skapelsegud i mytologin hos Jauneñoindianerna i Nordamerika. Skapelsen i denna mytologi inleddes med att ett ursprungligt syskonpar parade sig med varandra och framavlade Wiyot. Wiyot avlade sedan på egen hand fram de första människorna. När människorna förökade sig började också landet att breda ut sig.